# Waldweihergebiet im Postloher Forst
Waldweihergebiet im Postloher Forst este o arie protejată (arie specială de conservare — SAC, sit de importanță comunitară — SCI) din Germania întinsă pe o suprafață de 421,01 ha, integral pe uscat.

## Localizare
Centrul sitului Waldweihergebiet im Postloher Forst este situat la coordonatele 49°16′55″N 12°21′10″E / 49.2819°N 12.3528°E.

## Înființare
Situl Waldweihergebiet im Postloher Forst a fost declarat sit de importanță comunitară în noiembrie 2004 pentru a proteja 2 specii de animale. Situl a fost protejat și ca arie specială de conservare în aprilie 2016.

## Biodiversitate
Situată în ecoregiunea continentală, aria protejată conține 5 habitate naturale: Ape stătătoare oligotrofe până la mezotrofe, cu vegetație de Littorelletea uniflorae și/sau de Isoëto-Nanojuncetea, Lacuri eutrofice naturale cu vegetație de tip Magnopotamion sau Hydrocharition, Mlaștini turboase de tranziție și turbării mișcătoare, Depresiuni pe substraturi de turbă de Rhynchosporion, Mlaștini împădurite.
La baza desemnării sitului se află mai multe specii protejate de  păsări (2): caprimulg (Caprimulgus europaeus), barză neagră (Ciconia nigra).
Pe lângă speciile protejate, pe teritoriul sitului au mai fost identificate 2 specii de amfibieni, 1 specie de mamifere.